# Guatemala nos Jogos Olímpicos de Verão de 2016
Guatemala competiu nos Jogos Olímpicos de Verão de 2016, realizados no Rio de Janeiro, no Brasil. 
Foi a 14ª aparição do país nos Jogos Olímpicos, onde foi representado por 21 atletas, sendo 15 homens e seis mulheres, que competiram em dez esportes.

## Competidores
Esta foi a participação por modalidade nesta edição:
| Esporte          | Masculino | Feminino | Total |
| ---------------- | --------- | -------- | ----- |
| Atletismo        | 6         | 3        | 9     |
| Badminton        | 1         | 0        | 1     |
| Ciclismo         | 1         | 0        | 1     |
| Ginástica        | 0         | 1        | 1     |
| Halterofilismo   | 1         | 0        | 1     |
| Judô             | 1         | 0        | 1     |
| Natação          | 1         | 2        | 3     |
| Pentatlo moderno | 1         | 1        | 2     |
| Tiro             | 2         | 0        | 2     |
| Vela             | 1         | 0        | 1     |
| Total            | 15        | 6        | 21    |

## Desempenho

### Atletismo
Masculino
Eventos de pista
| Atleta              | Evento       | Final   | Final | Ref.  |
| Atleta              | Evento       | Tempo   | Pos.  | Ref.  |
| ------------------- | ------------ | ------- | ----- | ----- |
| Carlos Trujillo     | Maratona     | 2:20:24 | 67º   | [ 3 ] |
| José Amado García   | Maratona     | 2:30:11 | 117º  | [ 3 ] |
| Érick Barrondo      | 20 km marcha | 1:27:01 | 50º   | [ 4 ] |
| José María Raymundo | 20 km marcha | 1:29:07 | 56º   | [ 4 ] |
| Mario Alfonso Bran  | 50 km marcha | 4:15:14 | 41º   | [ 5 ] |
| Jaime Quiyuch       | 50 km marcha | DSQ     | DSQ   | [ 5 ] |

Feminino
Eventos de pista
| Atleta         | Evento       | Final   | Final | Ref.  |
| Atleta         | Evento       | Tempo   | Pos.  | Ref.  |
| -------------- | ------------ | ------- | ----- | ----- |
| Mirna Ortiz    | 20 km marcha | 1:35:11 | 30º   | [ 6 ] |
| Maritza Poncio | 20 km marcha | 1:40:09 | 52º   | [ 6 ] |
| Mayra Herrera  | 20 km marcha | DSQ     | DSQ   | [ 6 ] |

### Badminton
Masculino
| Atleta       | Evento  | Fase de grupos                    | Fase de grupos       | Fase de grupos       | Fase de grupos | Oitavas de final     | Quartas de final     | Semifinal            | Final                | Final       | Ref.  |
| Atleta       | Evento  | Adversário Resultado              | Adversário Resultado | Adversário Resultado | Pos.           | Adversário Resultado | Adversário Resultado | Adversário Resultado | Adversário Resultado | Pos.        | Ref.  |
| ------------ | ------- | --------------------------------- | -------------------- | -------------------- | -------------- | -------------------- | -------------------- | -------------------- | -------------------- | ----------- | ----- |
| Kevin Cordón | Simples | POL Dziółko D 21–18, 10–21, 13–21 | SRI Karunaratne D WO | CHN Chen L D WO      | 4º (Gr. P)     | Não avançou          | Não avançou          | Não avançou          | Não avançou          | Não avançou | [ 7 ] |

### Ciclismo de estrada
Masculino
| Atleta       | Evento             | Tempo | Pos. | Ref.  |
| ------------ | ------------------ | ----- | ---- | ----- |
| Manuel Rodas | Corrida individual | DNF   | DNF  | [ 8 ] |

### Ginástica artística
Feminino
| Atleta          | Evento           | Qualificação | Qualificação | Qualificação | Qualificação | Qualificação | Qualificação | Final       | Final       | Final       | Final       | Final       | Final       | Ref.  |
| Atleta          | Evento           | Aparelhos    | Aparelhos    | Aparelhos    | Aparelhos    | Total        | Pos.         | Aparelhos   | Aparelhos   | Aparelhos   | Aparelhos   | Total       | Pos.        | Ref.  |
| Atleta          | Evento           | V            | UB           | BB           | F            | Total        | Pos.         | V           | UB          | BB          | F           | Total       | Pos.        | Ref.  |
| --------------- | ---------------- | ------------ | ------------ | ------------ | ------------ | ------------ | ------------ | ----------- | ----------- | ----------- | ----------- | ----------- | ----------- | ----- |
| Ana Sofía Gómez | Individual geral | 14.766       | 13.766       | 13.400       | 12.900       | 54.832       | 32º          | Não avançou | Não avançou | Não avançou | Não avançou | Não avançou | Não avançou | [ 9 ] |

### Halterofilismo
Masculino
| Atleta       | Evento | Arranco | Arranco | Arremesso | Arremesso | Total | Pos. | Ref.   |
| Atleta       | Evento | Result. | Pos.    | Result.   | Pos.      | Total | Pos. | Ref.   |
| ------------ | ------ | ------- | ------- | --------- | --------- | ----- | ---- | ------ |
| Edgar Pineda | –56 kg | 108     | 13º     | 143       | 10º       | 251   | 10º  | [ 10 ] |

### Judô
Masculino
| Atleta     | Evento | Fase de 64                | Fase de 32           | Oitavas de final     | Quartas de final     | Semifinal            | Repescagem           | Final                | Final       | Ref.   |
| Atleta     | Evento | Adversário Resultado      | Adversário Resultado | Adversário Resultado | Adversário Resultado | Adversário Resultado | Adversário Resultado | Adversário Resultado | Pos.        | Ref.   |
| ---------- | ------ | ------------------------- | -------------------- | -------------------- | -------------------- | -------------------- | -------------------- | -------------------- | ----------- | ------ |
| José Ramos | −60 kg | MGL Tsogtbaatar D 000–100 | Não avançou          | Não avançou          | Não avançou          | Não avançou          | Não avançou          | Não avançou          | Não avançou | [ 11 ] |

### Natação
Masculino
| Atleta        | Evento          | Eliminatórias | Eliminatórias | Semifinal   | Semifinal   | Final       | Final       | Ref.   |
| Atleta        | Evento          | Tempo         | Pos.          | Tempo       | Pos.        | Tempo       | Pos.        | Ref.   |
| ------------- | --------------- | ------------- | ------------- | ----------- | ----------- | ----------- | ----------- | ------ |
| Luis Martínez | 100 m borboleta | 52.22         | 19º           | Não avançou | Não avançou | Não avançou | Não avançou | [ 12 ] |

Feminino
| Atleta         | Evento      | Eliminatórias | Eliminatórias | Final       | Final       | Ref.   |
| Atleta         | Evento      | Tempo         | Pos.          | Tempo       | Pos.        | Ref.   |
| -------------- | ----------- | ------------- | ------------- | ----------- | ----------- | ------ |
| Valerie Gruest | 400 m livre | 4:19.58       | 29º           | Não avançou | Não avançou | [ 13 ] |
| Valerie Gruest | 800 m livre | 8:39.80       | 22º           | Não avançou | Não avançou | [ 14 ] |

### Pentatlo moderno
| Atleta            | Evento    | Esgrima (espada um toque) | Esgrima (espada um toque) | Natação (200 m livre) | Natação (200 m livre) | Hipismo (saltos) | Hipismo (saltos) | Combinado tiro + corrida (pistola de ar 10 m + 3200 m) | Combinado tiro + corrida (pistola de ar 10 m + 3200 m) | Total pts. | Pos. | Ref.   |
| Atleta            | Evento    | Result.                   | Pontos                    | Tempo                 | Pontos                | Pen.             | Pontos           | Tempo                                                  | Pontos                                                 | Total pts. | Pos. | Ref.   |
| ----------------- | --------- | ------------------------- | ------------------------- | --------------------- | --------------------- | ---------------- | ---------------- | ------------------------------------------------------ | ------------------------------------------------------ | ---------- | ---- | ------ |
| Charles Fernández | Masculino | 19 V–16 D                 | 214                       | 2:03.18               | 331                   | 29               | 271              | 11:21.49                                               | 619                                                    | 1435       | 15º  | [ 15 ] |
| Isabel Brand      | Feminino  | 14 V–21 D                 | 184                       | 2:22.57               | 273                   | 7                | 293              | 12:54.11                                               | 526                                                    | 1276       | 21º  | [ 16 ] |

### Tiro
Masculino
| Atleta       | Evento               | Qualificação | Qualificação | Semifinal   | Semifinal   | Final       | Final       | Ref.   |
| Atleta       | Evento               | Pontos       | Pos.         | Pontos      | Pos.        | Pontos      | Pos.        | Ref.   |
| ------------ | -------------------- | ------------ | ------------ | ----------- | ----------- | ----------- | ----------- | ------ |
| Enrique Brol | Fossa olímpica dublê | 133          | 10º          | Não avançou | Não avançou | Não avançou | Não avançou | [ 17 ] |
| Hebert Brol  | Fossa olímpica dublê | 116          | 20º          | Não avançou | Não avançou | Não avançou | Não avançou | [ 17 ] |

### Vela
Masculino
| Atleta              | Evento | Regatas | Regatas | Regatas | Regatas | Regatas | Regatas | Regatas | Regatas | Regatas | Regatas | Regatas | Pontos | Pos. | Ref.   |
| Atleta              | Evento | 1       | 2       | 3       | 4       | 5       | 6       | 7       | 8       | 9       | 10      | M       | Pontos | Pos. | Ref.   |
| ------------------- | ------ | ------- | ------- | ------- | ------- | ------- | ------- | ------- | ------- | ------- | ------- | ------- | ------ | ---- | ------ |
| Juan Ignacio Maegli | Laser  | 18      | 14      | 3       | 7       | 16      | 25      | 18      | 17      | 3       | 7       | 14      | 117    | 8º   | [ 18 ] |

Legenda
| Recorde mundial      | Recorde mundial (World record)               |                       | Recorde africano                      | Recorde africano (African) |                                           | Q | Classificado por posição (Qualified) |
| Recorde olímpico     | Recorde olímpico (Olympic record)            | Recorde da América    | Recorde da América (Americas)         | q                          | Classificado por melhor tempo (Qualified) |   |                                      |
| Melhor marca do ano  | Melhor marca do ano (World leading)          | Recorde asiático      | Recorde asiático (Asian)              | DNS                        | Não largou (Did not start)                |   |                                      |
| Recorde nacional     | Recorde nacional (National record)           | Recorde europeu       | Recorde europeu (European)            | DNF                        | Não terminou (Did not finish)             |   |                                      |
| Recorde pessoal      | Recorde pessoal do atleta (Personal best)    | Recorde da Oceania    | Recorde da Oceania (Oceania)          | DSQ / DQ                   | Desclassificado (Disqualified)            |   |                                      |
| Recorde da temporada | Recorde da temporada do atleta (Season best) | Recorde sul-americano | Recorde sul-americano (South America) | NM                         | Sem marca (No mark)                       |   |                                      |

| M   | Regata da Medalha da qual só participam os dez primeiros colocados das regatas anteriores  |  |  | CAN | Regata cancelada |
| BFD | Desclassificado por bandeira preta (Black Flag Disqualified)                               |  |  |     |                  |
| UFD | Desclassificado por bandeira "U" (U Flag Disqualified)                                     |  |  |     |                  |
| OCS | Largada queimada (On the Course Side of the starting line)                                 |  |  |     |                  |
| DNE | Desclassificação sem eliminação (infração a um item do regulamento da prova – Did Not End) |  |  |     |                  |